# سانگنوک-گو
سانگنوک-گو (به لاتین: Sangnok-gu) یک منطقهٔ مسکونی در کره جنوبی است که در آنسان واقع شده‌است. سانگنوک-گو ۵۷٫۸۹ کیلومتر مربع مساحت و ۳۹۰٬۰۱۱ نفر جمعیت دارد.